# Instituto de Estudios Europeos (Universidad de Valladolid)
El Instituto de Estudios Europeos (IEE) de la Universidad de Valladolid es un centro de investigación superior cuya finalidad es la de contribuir al mejor conocimiento científico de los procesos contemporáneos de unificación, ampliación e  integración de Europa, favoreciendo la interdisciplinariedad.

## Objetivos
Los objetivos del IEE son investigar y difundir los estudios sobre Europa, su unificación e Instituciones y promover y apoyar la investigación relacionada con esos objetivos, realizar publicaciones científicas, impartición de cursos de especialización y formación de postgraduados universitarios, promover el intercambio de información y de expertos, facilitar el asesoramiento científico y asistencia técnica a personas y entidades interesadas, realizar cualesquiera otras actividades de estudio y difusión de conocimientos propios del instituto.

## Centro de Documentación Europea
El Instituto de Estudios Europeos dispone de un centro de documentación bibliográfica y técnica, dependiente de la Universidad de Valladolid, denominado Centro de Documentación Europea (CDE). Es un centro de recursos informativos y documentales centrado en la Unión Europea, estatus que fue concedido por la Comisión Europea a la Universidad de Valladolid en 1982. Desde entonces recibe toda la documentación de la Unión Europea, según los criterios de su política de difusión de la documentación a los CDE, así como el acceso a las bases de datos,de manera gratuita.
El Centro de Documentación Europea es miembro de las siguientes Redes Europeas: Centros de Documentación Europea (697 centros) y 'Europe Direct'. Además es miembro de la Red Española de CDE Centros en España.

## Revista de Estudios Europeos
La Revista de Estudios Europeos (REE) es una publicación periódica que se edita desde el año 1992. Su contenido está principalmente dirigido a especialistas, profesores e investigadores de los campos jurídicos, históricos y socioeconómicos de Europa (ISSN: 1132-7170; DL: VA. 617-86).